# 克拉克海崖 (阿蒙森海岸)
克拉克海崖（英語：Crack Bluff），是南極洲的海崖，位於阿蒙森海岸，處於庫茨欽峰東南面15公里的尼爾森高原西部，屬於毛德王后山脈的一部分，海拔高度2,810米，現時由南極條約體系管理。